# Symplecta (Psiloconopa) telfordi
Symplecta (Psiloconopa) telfordi is een tweevleugelige uit de familie steltmuggen (Limoniidae). De soort komt voor in het Nearctisch gebied.